# Daniel Maximin
Pour les articles homonymes, voir Maximin.
Daniel Maximin né le 9 avril 1947 à Saint-Claude en Guadeloupe est un romancier, poète et essayiste français, qui fut maître de cérémonie lors de l'hommage aux obsèques nationales d'Aimé Césaire le 20 avril 2008 à Fort-de-France.
Membre de l'Observatoire de la laïcité du 5 avril 2013 (installation de l'instance) au 4 avril 2021 (fin de son deuxième mandat en tant que  personnalité qualifiée), il cofonde, à la suite de l'abrogation de cette instance par un décret du 4 juin 2021, l'association "Vigie de la laïcité", avec Jean-Louis Bianco, Nicolas Cadène, Michel Wieviorka, Valentine Zuber, Dounia Bouzar, Jean-Marc Schiappa, Olivier Abel, Stéphanie Hennette-Vauchez, Jean Baubérot, Philippe Portier et Radia Bakkouch.

## Biographie
Sa famille s'installe en métropole alors qu'il est âgé de 13 ans. C'est lorsqu'il étudie  au lycée Voltaire qu'il écrit son premier poème à l'âge de quinze ans. Après le baccalauréat il étudie les lettres et les sciences humaines à la Sorbonne de 1964 à 1969, puis devient chargé de cours à l'Institut d'études sociales et enseigne les lettres à Orly au collège Robert Desnos aujourd'hui détruit et remplacé rue du Dr Calmette.
De 1980 à 1989, il est directeur littéraire aux éditions Présence africaine. Sur France Culture il produit l'émission Antipodes.
En 1989, il retourne en Guadeloupe comme directeur régional des affaires culturelles.
En 1997 Daniel Maximin revient à Paris où on le charge d'organiser la célébration nationale du 150e anniversaire de l'abolition de l'esclavage.
D'abord connu pour sa trilogie romanesque, il se tourne aussi vers la poésie, et son recueil L’Invention des Désirades est couronné par le prix Arc-en-ciel 2000. Son récit autobiographique Tu, c’est l’enfance (Gallimard, 2004) obtiendra le Grand Prix de l’Académie française Maurice Genevoix ainsi que le prix Tropiques.
Daniel Maximin a été de 2000 à 2005 conseiller au ministère de l’Éducation nationale (Mission pour les arts et la culture), également membre du comité de rédaction de Riveneuve Continents, une revue des littératures de langue française.
Du mois de mars jusqu'en octobre 2006 il est responsable de la littérature et de l'éducation du Festival francophone en France (Francofffonies). Il est nommé en 2007 chargé de mission à l'Inspection générale du ministère de la Culture et de la Communication. Il est nommé en janvier 2010 Commissaire général de 2011, L’année des outre-mer.
Il est aussi le maître de cérémonie lors de l'hommage aux obsèques nationales d'Aimé Césaire le 20 avril 2008 à Fort-de-France. Le 5 avril 2013, il est nommé membre de l'Observatoire de la laïcité. Cette instance, supprimée le 5 juin 2021, était présidée par Jean-Louis Bianco.

## Œuvres
Romans
- L'Isolé soleil, Éditions du Seuil, 1981, (OCLC 8417684)
  - traduction:
    - Lone Sun (en), éditeur University Press of Virginia, 1989, (OCLC 19322930 )
    - El cuaderno de Jonathan (es), éditeurs El Vedado, La Habana, Cuba : CASA, 2002, (OCLC 51207008)
    - Sonne mutterseelenallein (de), éditeur Rütten und Loening, Berlin (de l'este), 1990, et sous le titre Sonnenschwarz Rotpunktverlag Zurich, Suiza, 2004, (OCLC 76514830)
- Soufrières, Éditions du Seuil, 1987, (OCLC 17357481)
- L'Ile et une nuit, Éditions du Seuil, 1995, (OCLC 33406457)

Récit
- Tu, c'est l'enfance, Gallimard, 2004 (OCLC 55104656)

Poésie
- L’Invention des Désirades, édition Présence africaine, 2000, (OCLC 44475824)
- L'ex-Île, Éditions Transignum, 2007, (co-auteurs : Nathalie Hartog-Gautier et Penelope Lee) (OCLC 271646045)

Essais
- Les Fruits du cyclone : une géopoétique de la Caraïbe, Éditions du Seuil, 2006, (OCLC 64303649)
- Aimé Césaire, frère volcan, Éditions du Seuil, 2013, (OCLC 854667351)

Textes publiés dans des ouvrages
- Au Canal Saint-Martin, Paris-Portraits, Une voix sous berges, Folio-inédit. collectif. Gallimard. 2007

Articles, Conférences
- Natale (revue : Aimé Césaire, du singulier à l'universel : actes du colloque international de Fort-de-France, 28-30 juin 1993), 1994, (OCLC 729035731)
- Une certaine idée de la France et du français : pourquoi ne sommes-nous plus francophones?, (co-auteur), Agotem No 1 juin 2003, Éditions Obsidiane, (OCLC 420957762)
- Haïti - une île lumineuse dans la nuit noire, publication Africultures (v58 n1), 2004, (OCLC 5551241312)
- Quelle mémoire de l’esclavage ?, publication Esprit n2, (co-auteurs : Stéphane Pocrain, Christiane Taubira), 2007, (OCLC 5531097213)
- Les Antilles, après le cyclone social, (co-auteur : Nathalie Sarthou-Lajus) publication Études 411 (no. 9), 2009, (OCLC 669848409)
- Des Antilles a l'Algerie : entretiens avec Zineb Ali Benali et Francoise Simasotchi-Brones, (co-auteur : Maissa Bey), Éditions Larousse, publication Littérature. no. 154, 2009, (OCLC 427633241)
- Antilles secrètes et insolites, édition Glénat, 2010, (OCLC 758862689)
- Haïti, la familiarité du pire, l'universalité de la résistance, Conférences du Salon de lecture Jacques Kerchache, édition Musée du quai Branly, 2010, (OCLC 758855138)
- Entretien avec Daniel Maximin (co-auteur : Dominique Chancé), (OCLC 662166261)

Mises en scène
- Monserrat d'Emmanuel Roblès, Centre Culturel d'Orly, 1972
- La Danse de la forêt de Wole Soyinka (1974)
- Veillée Noire pour Damas, UNESCO :  Paris, Martinique, Guyane, 1978
- Léon Damas, Spectacle poétique, Guadeloupe, Martinique, ACCT Paris, 1988[7]

Direction et édition d'ouvrages
- Éditeur de : Poésie complète d’Aimé Césaire, Éditions du Seuil. 1993
- Coéditeur de : Tropiques Métis. Mémoires et cultures de Guadeloupe, Guyane, Martinique, Réunion, Musée des arts et traditions populaires. Éditions RMN, 1998.
- Éditeur de : Anthologie de textes inédits de 60 auteurs des Antilles-Guyane, 1982 (Numéro spécial de Présence africaine)
- Auteur du catalogue de l’exposition : Wifredo Lam 2004. Gal. Boulakia, Paris
- Présentation et choix de textes : Trésors cachés et patrimoine naturel de la Guadeloupe vue du ciel, H.C Éditions. 2008 (photographies : Anne Chopin) (OCLC 269436764)
- Éditeur de : Cent poèmes d’Aimé Césaire, éditions Omnibus. 2009
- Éditeur des : Écrits de dissidence de Suzanne Césaire, Éditions du Seuil, 2009
- Césaire et Lam, insolites bâtisseurs, H.C éditions. Paris 2011, (OCLC 758610267)

## Prix et distinctions

### Décorations et distinctions honorifiques
- Chevalier de la Légion d'honneur, 1993
- Chevalier de l'ordre des Arts et des Lettres, 1995
- Officier de l'ordre des Arts et des Lettres, 2010[8]
- Officier de la Légion d'honneur, 2013
- Grand Prix Hervé-Deluen, 2017[9],[10]

### Prix littéraires
- 1987 : Prix littéraire des Caraïbes pour La soufrière
- 2004 : Prix de l'Académie française Maurice-Genevoix pour Tu, c'est l'enfance
- 2005 : Prix Tropiques pour Tu, c'est l'enfance

### Filmographie
- Daniel Maximin, le gardien de la culture antillaise, de Bonne Compagnie (prod.) et de Aurore  Le Mat (réal.), 2022, 13 minutes : Documentaire[12]